# Tony Bennett's Something
| Recensione | Giudizio |
| ---------- | -------- |
| Allmusic   | [ 1 ]    |

Tony Bennett's Something è un album in studio del cantante statunitense Tony Bennett, pubblicato nel 1970.

## Descrizione
Come il precedente album Tony Sings the Great Hits of Today!, il disco contiene reinterpretazioni di canzoni pop contemporanee dell'epoca, inclusa Something dei Beatles, che era già apparsa nell'album precedente. Nel registrare questa nuova versione di Something, Bennett evitò il disgusto che provava verso il materiale incluso in Tony Sings the Great Hits of Today!, cambiamento che il recensore di Allmusic attribuisce agli arrangiamenti più sobri e di buon gusto.

## Copertina
La copertina dell'album mostra Bennett con in braccio la figlia neonata Joanna.

## Tracce
1. Something – 3:19
2. The Long and Winding Road – 4:43
3. Everybody's Talkin' – 3:41
4. On a Clear Day (You Can See Forever) – 3:40
5. Coco – 3:00
6. Think How It's Gonna Be – 3:53
7. Wave – 4:37
8. Make It Easy on Yourself – 4:32
9. Come Saturday Morning – 4:25
10. When I Look in Your Eyes – 3:45
11. Yellow Days – 4:01
12. What a Wonderful World – 4:22